# Oscar Julio Vian Morales
Oscar Julio Vian Morales SDB (ur. 18 października 1947 w Gwatemali, zm. 24 lutego 2018 tamże) – gwatemalski duchowny katolicki, arcybiskup Gwatemali w latach 2010–2018.

## Życiorys

### Prezbiterat
Święcenia kapłańskie otrzymał 15 sierpnia 1976 z rąk kardynała Miguela Obando Bravo. Pracował w placówkach salezjańskich w kraju, w Panamie i Hondurasie. Był także radnym prowincjalnym.

### Episkopat
13 czerwca 1996 został mianowany wikariuszem apostolskim wikariatu El Petén oraz biskupem tytularnym Pupiana. Sakry biskupiej udzielił mu kardynał Miguel Obando Bravo.
19 kwietnia 2007 został mianowany arcybiskupem Los Altos Quetzaltenango–Totonicapán.
2 października 2010 Benedykt XVI mianował go arcybiskupem Gwatemali. Zastąpił na tym stanowisku przechodzącego na emeryturę kardynała Rodolfo Quezada Toruño.
Zmarł w szpitalu w Gwatemali 24 lutego 2018.